# Acalolepta sejuncta
Acalolepta sejuncta es una especie de escarabajo longicornio del género Acalolepta, tribu Monochamini, subfamilia Lamiinae. Fue descrita científicamente por Bates en 1873.
Se distribuye por China, Japón, Corea y Rusia. Mide aproximadamente 10,5-26 milímetros de longitud. El período de vuelo de esta especie ocurre entre mayo y septiembre.